# Andrea Chiurato
Andrea Chiurato (ur. 7 lutego 1965 w Montebelluna) – włoski kolarz szosowy, wicemistrz świata.

## Kariera
Największy sukces w karierze Andrea Chiurato osiągnął w 1994 roku, kiedy zdobył srebrny medal w indywidualnej jeździe na czas na mistrzostwach świata w Agrigento. W zawodach tych wyprzedził go jedynie Brytyjczyk Chris Boardman, a trzecie miejsce zajął Niemiec Jan Ullrich. Ponadto Chiurato wygrał między innymi Gran Premio di Lugano w 1994 roku oraz Grand Prix de Wallonie w 1995 roku. W 1992 roku wystartował w Tour de France, zajmując 112. miejsce w klasyfikacji generalnej. W tym samym roku wziął także udział w Vuelta a España, ale nie ukończył rywalizacji. Dwukrotnie startował w Giro d'Italia, najlepszy wynik osiągając w 1990 roku, kiedy zajął 32. miejsce. Ponadto w 1995 roku został wicemistrzem kraju w indywidualnej jeździe na czas. Nigdy nie brał udziału w igrzyskach olimpijskich.